# Circondario di Meißen
Il circondario di Meißen (in tedesco Landkreis Meißen) è un circondario della Sassonia di 241 343 abitanti abitanti.
Il capoluogo è Meißen, il centro maggiore Riesa.

## Storia
Con la riforma dei circondari del 1º agosto 2008 ha inglobato il circondario di Riesa-Großenhain.

## Geografia antropica
(Tra parentesi i dati della popolazione al 31 dicembre 2022)
| 1. Coswig (20 512) 2. Gröditz (6 877) 3. Großenhain (18 102) 4. Lommatzsch (4 805) 5. Meißen (29 011) 6. Nossen (10 389) 7. Radebeul (34 096) 8. Radeburg (7 451) 9. Riesa (29 076) 10. Strehla (3 680) | 1. Diera-Zehren (3 223) 2. Ebersbach (4 332) 3. Glaubitz (2 057) 4. Hirschstein (1 978) 5. Käbschütztal (2 749) 6. Klipphausen (10 366) 7. Lampertswalde (2 521) 8. Moritzburg (8 327) 9. Niederau (4 124) 10. Nünchritz (5 439) 11. Priestewitz (3 162) 12. Röderaue (2 562) 13. Schönfeld (1 838) 14. Stauchitz (3 102) 15. Thiendorf (3 858) 16. Weinböhla (10 549) 17. Wülknitz (1 637) 18. Zeithain (5 520) |

### Comunità amministrative
Di seguito sono riportate le comunità amministrative (Verwaltungsgemeinschaft) con i rispettivi comuni membri delle comunità:
- Verwaltungsgemeinschaft Nünchritz: Glaubitz e Nünchritz
- Verwaltungsgemeinschaft Röderaue-Wülknitz: Röderaue (VG-Sitz) e Wülknitz
- Verwaltungsgemeinschaft Schönfeld: Lampertswalde e Schönfeld